# Ndauh Ni Tenggau
Ndauh Ni Tenggau is een bestuurslaag in het regentschap Aceh Tenggara van de provincie Atjeh, Indonesië. Ndauh Ni Tenggau telt 418 inwoners (volkstelling 2010).